# Miguel Pérez Pilipiux
Miguel Ángel Pérez Pilipiux (Buenos Aires, 10 de abril de 1947) es un ex-futbolista argentino nacionalizado español. Jugaba de delantero y su primer club fue Sportivo Italiano.

## Carrera
Comenzó su carrera en 1965 jugando para Sportivo Italiano. Jugó para el club hasta 1966. En ese año se fue a España para jugar en el Real Madrid. Jugó para el club hasta 1967. Ese año se fue a Francia, en donde fue cedido al AS Mónaco. En 1971, Miguel Ángel regresó a España, en donde jugó para el Real Madrid por segunda vez. Jugó para el club hasta 1972. En ese año se pasó al Real Zaragoza. Se mantuvo en el equipo zaragozano hasta el año 1973. Ese año se fue al Rayo Vallecano. Se mantuvo en ese equipo hasta 1974. En 1975 se fue al CD Castellón. Jugó para el club hasta 1976. Ese año se pasó a las filas del AD Alcorcón, en donde se retiró en 1977.

### Selección nacional
Aunque nació en Argentina, se nacionalizó español y fue internacional con la Selección de fútbol de España sub-23.

## Vida personal
Miguel Ángel Pérez está viviendo en España desde su retiro. Es padre de dos hijos, que también son jugadores de fútbol: Miguel Pérez Aracil y Álex Pérez.

## Clubes
| Club              | País      | Año       |
| ----------------- | --------- | --------- |
| Sportivo Italiano | Argentina | 1965-1966 |
| Real Madrid       | España    | 1966-1967 |
| AS Mónaco         | Francia   | 1967      |
| Real Madrid       | España    | 1968-1972 |
| Real Zaragoza     | España    | 1972-1973 |
| Rayo Vallecano    | España    | 1973-1974 |
| CD Castellón      | España    | 1975-1976 |
| AD Alcorcón       | España    | 1976-1977 |

- Datos: Q6844940